# Чейпеш Сергій Іванович
Чейпеш Сергій Іванович (нар. 12 листопада 1961, с. Королеве, Закарпатська область) — народний депутат України II скликання.
Н. 12.11.1961 (с. Королеве, Виноградівський р-н, Закарпатська обл.) в сім'ї робітника; укр.; дружина Наталія Романівна (1969) — учитель початкових класів; має дочку і сина.

## Освіта
Ужгородський державний університет, фіз. ф-т (1979–1984), викладач фізики.

## Трудова діяльність
Народний депутат України 2 склик. з 04.1994 (2-й тур) до 04.1998, Виноградівський виб. окр. № 170, Закарп. обл., висун. виборцями. Член Комітету з питань оборони і державної безпеки. Член депутатської групи «Реформи». На час виборів: Веряцька неповна СШ, вчит.  фізики і тр. навчання.
- 07.1984-01.1985 — інж.-технолог СКТБ, Виноградівський промкомбінат.
- З 1985 — військовий кер., Чорнотисівська СШ.
- 1987-09.1993 — зав. фільмотеки, Виноградівський райвідділ нар. освіти.
- З 09.1993 — учит. фізики і трудового навчання, Веряцька неповна СШ.

З 11.1993 — гол., Виноградівська р-на орг. ХДПУ.

## Джерело
- Довідка [Архівовано 4 березня 2016 у Wayback Machine.]